# Lista över ärkebiskopar på Cypern
Det här är en lista på kända ärkebiskopar i den grek-cypriotiska ortodoxa kyrkan med det året de tros ha tillträtt posten inom parentes:

## Lista
- St. Barnabas (45 e.Kr)
- Gelassios (325)
- St. Epiphanios (368)
- Stavrinos (403)
- Troilos (431)
- Reginos (431)
- Olympios (449)
- Stavrinos II (457)
- Anthemios (470)
- Olympios II (Någon gång under Justinianus I:s regeringstid)
- Philoxenos (Någon gång under Justinianus I:s regeringstid)
- Damianos (Någon gång under Justinianus I:s regeringstid)
- Sophronios (Någon gång under Justinianus I:s regeringstid)
- Gregorios (Någon gång under Justinianus I:s regeringstid)
- Arkadios (Någon gång under Justinianus I:s regeringstid)
- Plutarch (620)
- Arkadios II (630)
- Serghios (643)
- Epiphanios II (681)
- Ioannis (691)
- Georgios (750)
- Konstantinos (783)
- Epifanios III (890)
- Vasilios
- Nicholas
- Ioannis II (1151)
- Barnabas II (1175)
- Sophronios II (1191)
- Isaias (1209)
- Neophytos (1222)
- Georgios II (1254)
- Germanos (1260)

Under huset Lusignan och senare venetianskt styre från 1260 till 1571 kom den cypriotiska kyrkan att lyda direkt under påven och dess fjorton stift reducerades till tre. 1571 återinsattes de cypriotiska ärkesbiskoparna av Selim II som erövrade ön åt det Osmanska riket.
- Timotheos (1572)
- Lavrentios (1580)
- Neophytos (1592)
- Athanassios (1592)
- Veniamin (1600)
- Christodoulos (1606)
- Nikephorus (1641)
- Ilarion Kigalas (1674)
- Christodoulos II (1682)
- Iacovos (1691)
- Germanos II (1695)
- Athanasios (1705)
- Iacovos II (1709)
- Silvestros (1718)
- Philotheos (1734)
- Paissios (1759)
- Chrysanthos (1767)
- Kyprianos (1810)
- Ioakim (1821)
- Damaskinos (1824)
- Panaretos (1827)
- Ioannikos (1840)
- Kyrillos (1849)
- Makarios (1854)
- Sophronios III (1865)
- Kyrillos II (1909)
- Kyrillos III (1916)
- Leontios (1947)
- Makarios II (1947)
- Makarios III (1950) (också Cyperns förste president)
- Chrysostomos I (1977)
- Chrysostomos II (2006)